# Rostkronad vireo
Rostkronad vireo (Hylophilus poicilotis) är en fågel i familjen vireor inom ordningen tättingar.

## Utseende och läte
Rostkronad vireo är en liten fågel med kanelbrun hjässa, olivgrön ovansida och gulaktig undersida. På huvudet syns mörkstreckade kinder och vit strupe. Arten liknar caatingavireo, men har mörka snarare än grå ögon. Sången består av ett snabbt upprepat "swee-swee-swee".

## Utbredning och systematik
Fågeln förekommer i Sydamerika från norra Bolivia till östra Paraguay, nordöstra Argentina och södra Brasilien. Den behandlas som monotypisk, det vill säga att den inte delas in i några underarter.

## Levnadssätt
Rostkronad vireo hittas i fuktiga skogar och ungskog. Den ses i trädtaket och slår regelbundet följe med kringvandrande artblandade flockar.

## Status
Arten har ett stort utbredningsområde och beståndet anses vara stabilt. Internationella naturvårdsunionen IUCN listar den därför som livskraftig (LC).